# Camp Municipal del Collao
|  | No s'ha de confondre amb Estadi de Collao. |

El Camp Municipal del Collao, és un estadi de futbol situat a la ciutat d'Alcoi, al País Valencià. És l'estadi on el CE Alcoià disputa els seus partits com a local. Va ser inaugurat el 1921 i actualment té una capacitat per a 4.500 espectadors, sent el 20é estadi valencià amb més capacitat. En hivern és habitual que el terreny de joc es cobrisca de neu.
És un camp d'estil anglès, amb les grades junt el terreny de joc, amb la qual cosa els aficionats estan molt a prop d'aquest. A les dècades dels 40 i 50, es van disputar partits de primera divisió espanyola durant les quatre temporades en les quals el CE Alcoià va estar a la màxima categoria del futbol espanyol.
Tenint en compte un hipotètic ascens de l'Alcoià, que finalment va ocórrer en 2011, el club està estudiant actualment un projecte per ampliar el camp fins als 6.500 seients.

## Galeria

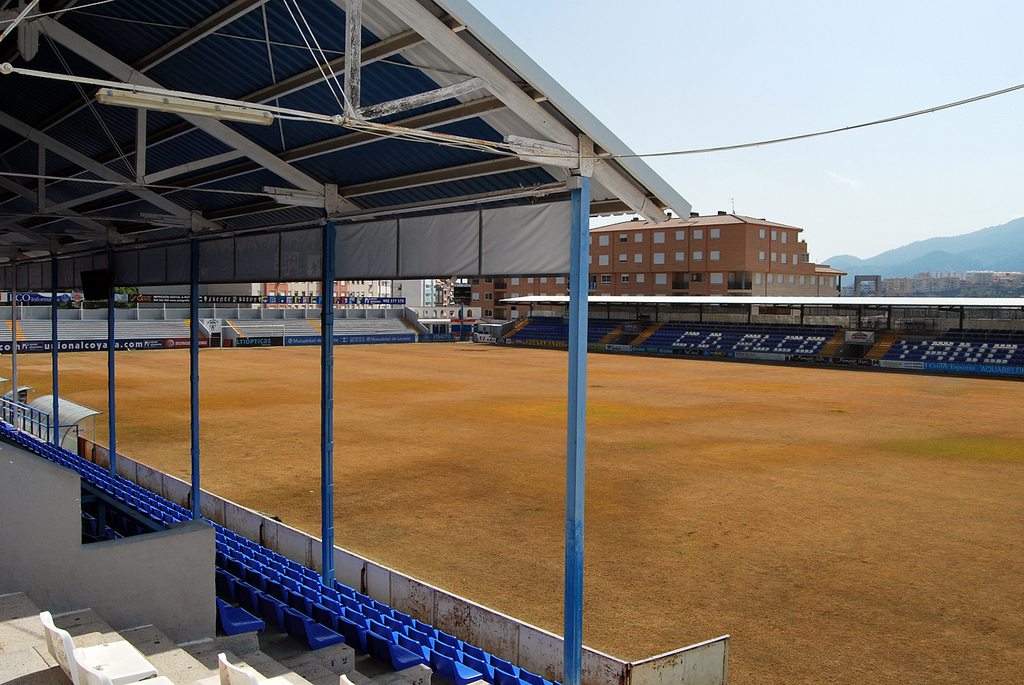
Camp del Collao durant el canvi de gespa de 2011.
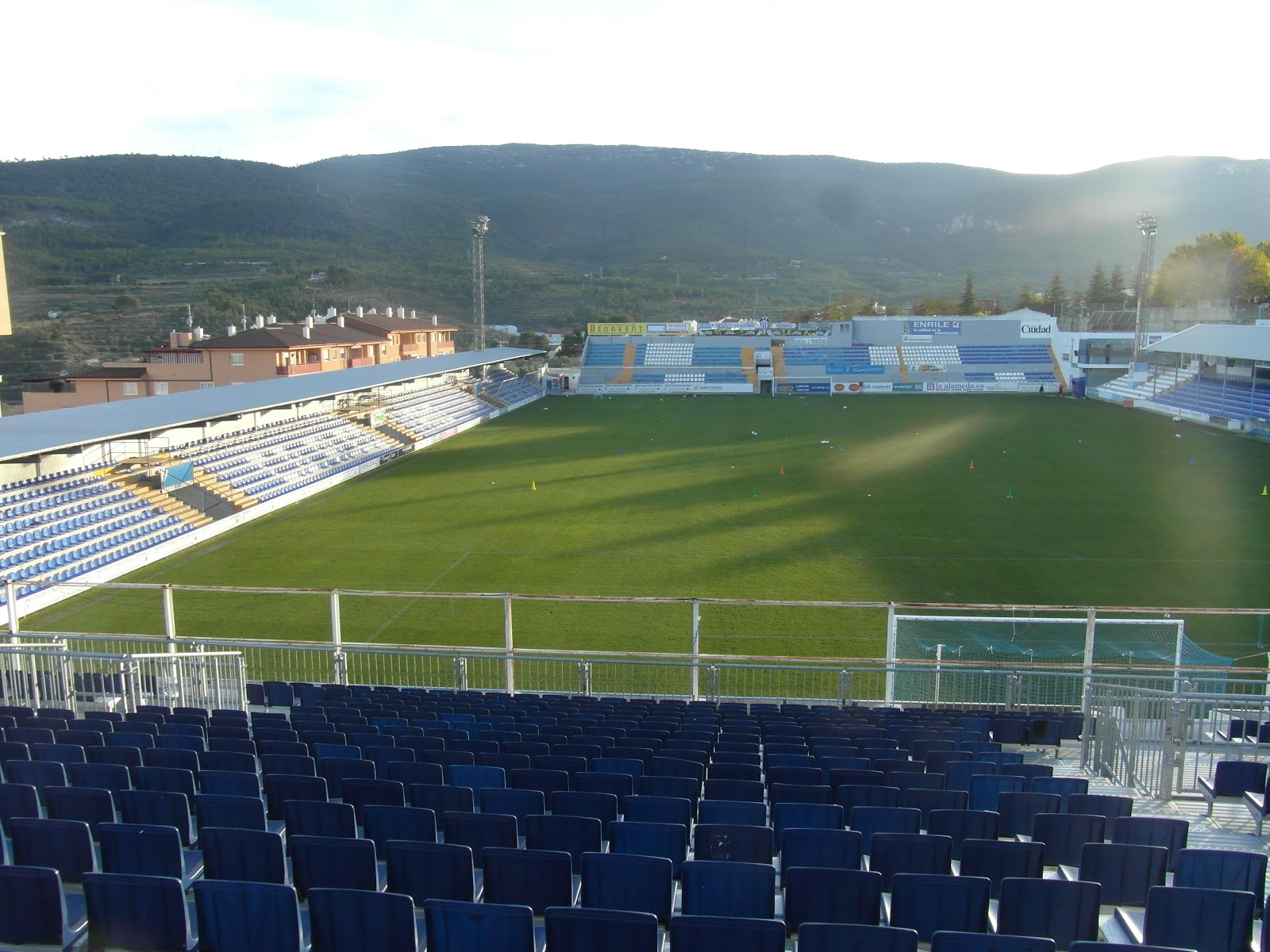
Vista general del camp.